# Acropyga moluccana
Acropyga moluccana é uma espécie de formiga do gênero Acropyga, pertencente à subfamília Formicinae.